# Цеймерн, Гликерия Алексеевна
Гликерия Алексеевна Цеймерн (рожденная Сверчкова) — начальница Института Обер-офицерских сирот при Императорском Московском Воспитательном Доме.

## Биография
Родилась 9 мая 1785 года в Петропавловской крепости (Тобольской губернии), где отец её, генерал-майор Алексей Степанович Сверчков, был комендантом. Алексей Сверчков имел твердый характер, был весьма религиозным, бескорыстным, очень начитанным. Мать её, урождённая Наумова, отличалась нежным и вместе с тем спокойным характером; все эти качества перешли к Гликерие Алексеевне.
Лишившись матери в 12 лет, Гликерия Алексеевна, предоставленная самой себе, так как отец её слишком занят был службою, перечитала всю, довольно обширную, библиотеку своего отца и, не удовлетворяясь этим, старалась восполнить недостатки своего образования, прибегая к советам и беседуя с посещавшими её отца образованными людьми, в числе которых был и будущий её муж. Таким образом умная и наблюдательная от природы девушка приобрела обширные и основательные познания. В 15 лет она вышла за майора Карла Максимовича фон Цеймерн, потомка старинного лифляндского дворянского рода, человека многосторонне образованного. Вскоре после этого Цеймерны переселились из Сибири в Лифляндию; Гликерия Алексеевна, не знавшая до тех пор ни одного слова по-немецки, прекрасно изучила этот язык и владела им потом, как родным. Тут пришлось Гликерие Алексеевне быть единственной воспитательницей 13 детей: 4 своих и 9 племянников и племянниц, детей умерших: родной её сестры и двух невесток.
В 1808 году Карл Цеймерн снова вступил в службу и семья поселилась в Витебске, а с 1810 году — в Москве. Потеря почти всего состояния, несчастия близких, смерть троих из шестерых детей и разные другие огорчения следовали одно за другим; Гликерия Алексеевна безропотно сносила тяжелые удары судьбы; редкие качества её ума и сердца снискали ей глубокое уважение всего московского общества.
В 1822 году императрица Мария Феодоровна по рекомендации князя Сергея Михайловича Голицына назначила Гликерию Алексеевну главною надзирательницею Сиротского института при Императорском московском воспитательном доме. На этом посту Гликерия Алексеевна показала свои выдающиеся педагогические и хозяйственные способности. Отличаясь изумительной энергией, она почти не знала отдыха: следила за происходящим в институте, обустраивала институт своими руками, следила за всею умственной и физической жизнью своих воспитанниц, управляла деятельностью классных дам и надзирательниц, вникала в малейшие подробности хозяйственной части, была доступна всем, кто в ней нуждался. Особое внимание обращала она на нравственное образование воспитанниц, исправление свойственных их возрасту недостатков. Гликерия Алексеевна с любовью относилась ко всем воспитанницам и заботилась о них и по выходе их из института, не забывая ни одной из них и ведя с ними постоянную и оживленную переписку; эти качества снискали ей беспредельную любовь воспитанниц института и глубокое уважение знавших её.
В 1848 году Гликерия Алексеевна получила Мариинский знак за XXV лет и тогда же было Высочайше разрешено поднести ей от имени кандидаток серебряную вазу, с надписью, ценою в 1000 руб. До последних дней Гликерия Алексеевна неутомимо трудилась на пользу вверенного ей Института и скончалась, после кратковременной болезни, 17 января 1853 года.